# U-647
Unterseeboot 647 foi um submarino alemão do Tipo VIIC, pertencente a Kriegsmarine que atuou durante a Segunda Guerra Mundial.

## Comandantes
| Comandante          | Data                                        |
| ------------------- | ------------------------------------------- |
| Kptlt. Willi Hertin | 5 de novembro de 1942 - 28 de julho de 1943 |

## Subordinação
Durante o seu tempo de serviço, esteve subordinado às seguintes flotilhas:
| Período                                    | Flotilha                                  |
| ------------------------------------------ | ----------------------------------------- |
| 5 de novembro de 1942 - 31 de maio de 1943 | 5. Unterseebootsflottille (treinamento)   |
| 1 de junho de 1943 - 28 de julho de 1943   | 7. Unterseebootsflottille (serviço ativo) |